# 天使与殉教者圣母大殿
天使与殉教者圣母大殿（拉丁語：Beatissimae Virgini et omnium Angelorum et Martyrum）是意大利罗马的一座天主教次级圣殿，也是一間司鐸級樞機領銜聖堂 ，建在昔日戴克里先浴场的冷水浴室内。

## 歷史

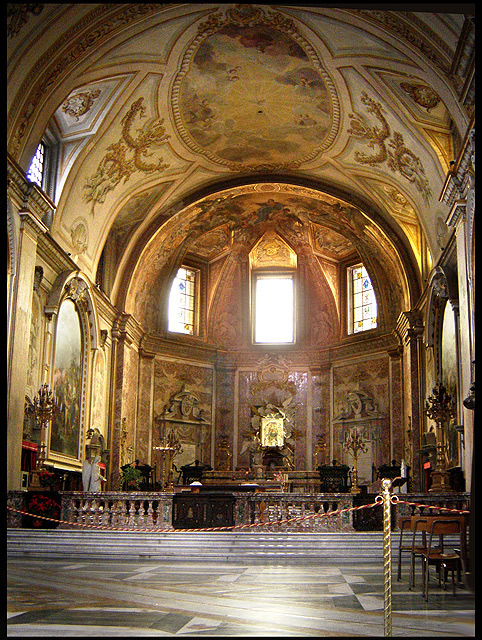
講壇的凸出處

这座聖堂供奉知名与不知名的基督教殉教者，而教宗庇护四世的坟墓位于达到一系列空间高潮處。奎利那雷山上的戴克里先浴场曾长期躲过了基督教化。1563年至1566年，米开朗基罗利用其残余兴建一座聖堂。期後，於1749年范維特利主持了建造工程，但這工程只在於分散聖堂內的空間。米开朗基罗在聖堂实现了无可比拟的建筑空间序列。这座聖堂没有真正的立面，简单的入口设置在浴室主空间的一个聖堂後部半圓形頂处。而聖堂呈十字形，聖堂的左右兩翼末端都建有小禮拜堂。
聖堂巨大的拱形一側有一個引人注目的羅馬式結構，長90.8米（米开朗基罗把它建高使其達到Seicento街），高28米。由於升高了地板，聖堂內的紅色羅馬式花崗石圓柱被縮短了，因此聖堂側面空間及一側連了起來。米开朗基罗把聖堂兩側建得27米寬，因此聖堂兩側末端都有巨大的立方體空間。
2006年，波蘭裔雕刻家Igor Mitoraj為聖堂做了新的青銅門及聖若翰洗者雕像。
天使與殉教者聖母大殿為意大利王國時期（1870年至1946年）正式的國家聖堂，後來仍在此舉行國葬。另外，聖堂還葬有在意大利戰役 (第一次世界大戰)為義大利取得勝利的將軍Armando Diaz及海军上将Paolo Thaon di Revel。

### 引用
1. ↑  . Catholic-hierarchy.org.   [2012-09-18]. （原始内容存档于2020-11-04）.

### 书目
- Touring Club Italiano (TCI) Roma e Dintorni 1965:317f.
- Ackerman, James S., The Architecture of Michelangelo 2nd. ed. 1964:136-41
- David Karmon, "Michelangelo's "Minimalism" in the Design of Santa Maria degli Angeli", in Annali di Architettura n° 20, Vicenza 2008